# Пітер Леоне
Пітер Леоне (англ. Peter Leone, 1 серпня 1960) — американський вершник.
Срібний призер Олімпійських Ігор 1996 року в командному конкурі.